# Šáchovec
Šáchovec je rybník a zároveň přírodní památka nalézající se na Jevanském potoce mezi Jevany a Hradcem. Rybník má podlouhlý tvar délky asi 320 m a šířky 65 m. Je napájen ze severovýchodu potokem, který pramení nedaleko. Voda odtéká stavidlem na jihu do Jevanského potoka. Hráz rybníka je na východní straně a rybník je tak oddělen od koryta Jevanského potoka, další hráz pokračuje na jižní straně. Po všech hrázích vede cesta. Rybník slouží výzkumným účelům České zemědělské univerzity v Praze. Po jihovýchodní hrázi prochází naučná stezka Penčický okruh a červená turistická stezka. Jižní strana je ohraničena lesem, severní loukou a silnicí spojující Jevany a Hradec. Po této silnici je vedena cyklotrasa.
Předmětem ochrany je populace silně ohrožené kuňky ohnivé (Bombina bombina).

## Galerie

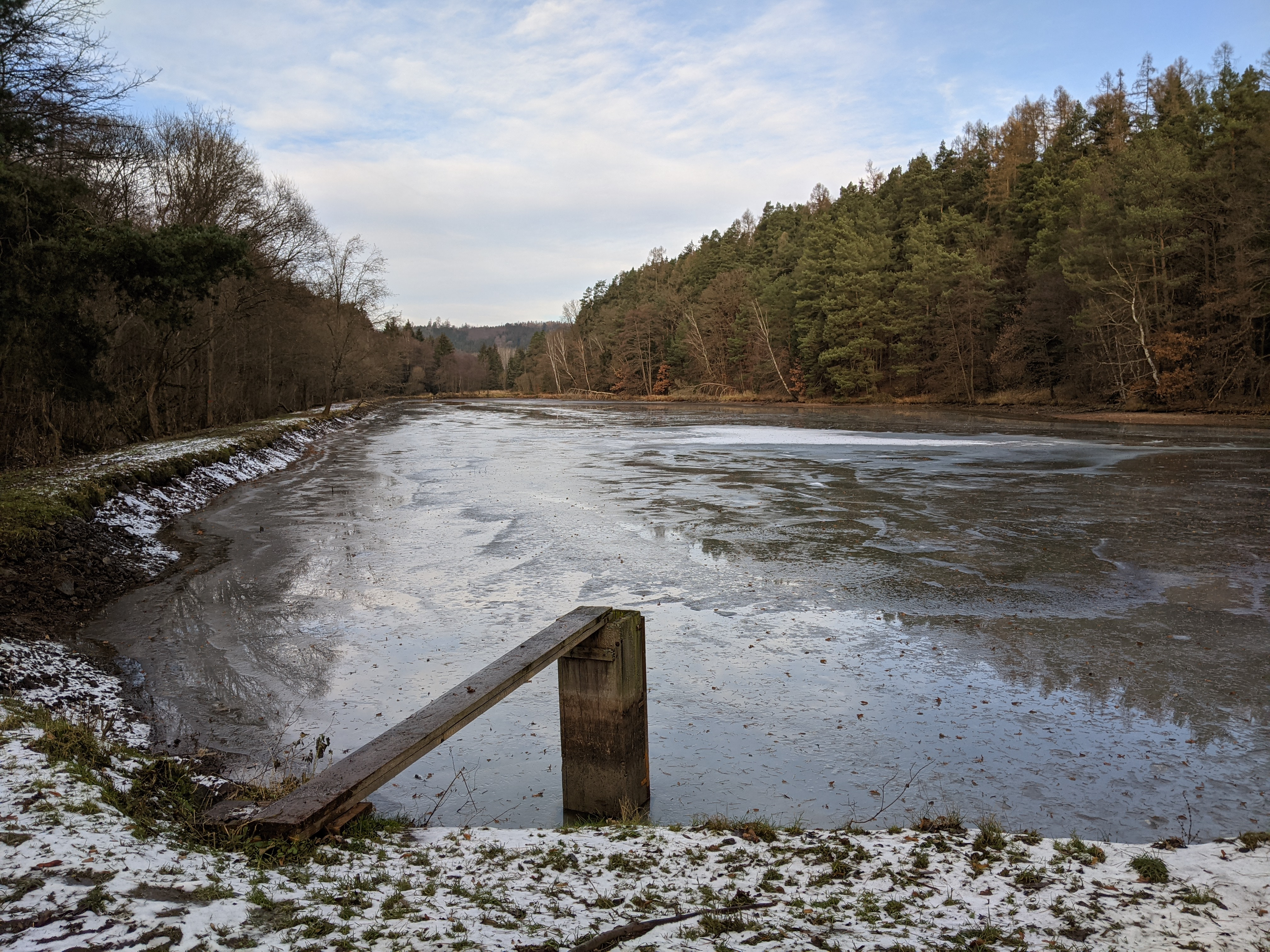
Zimní pohled z hráze
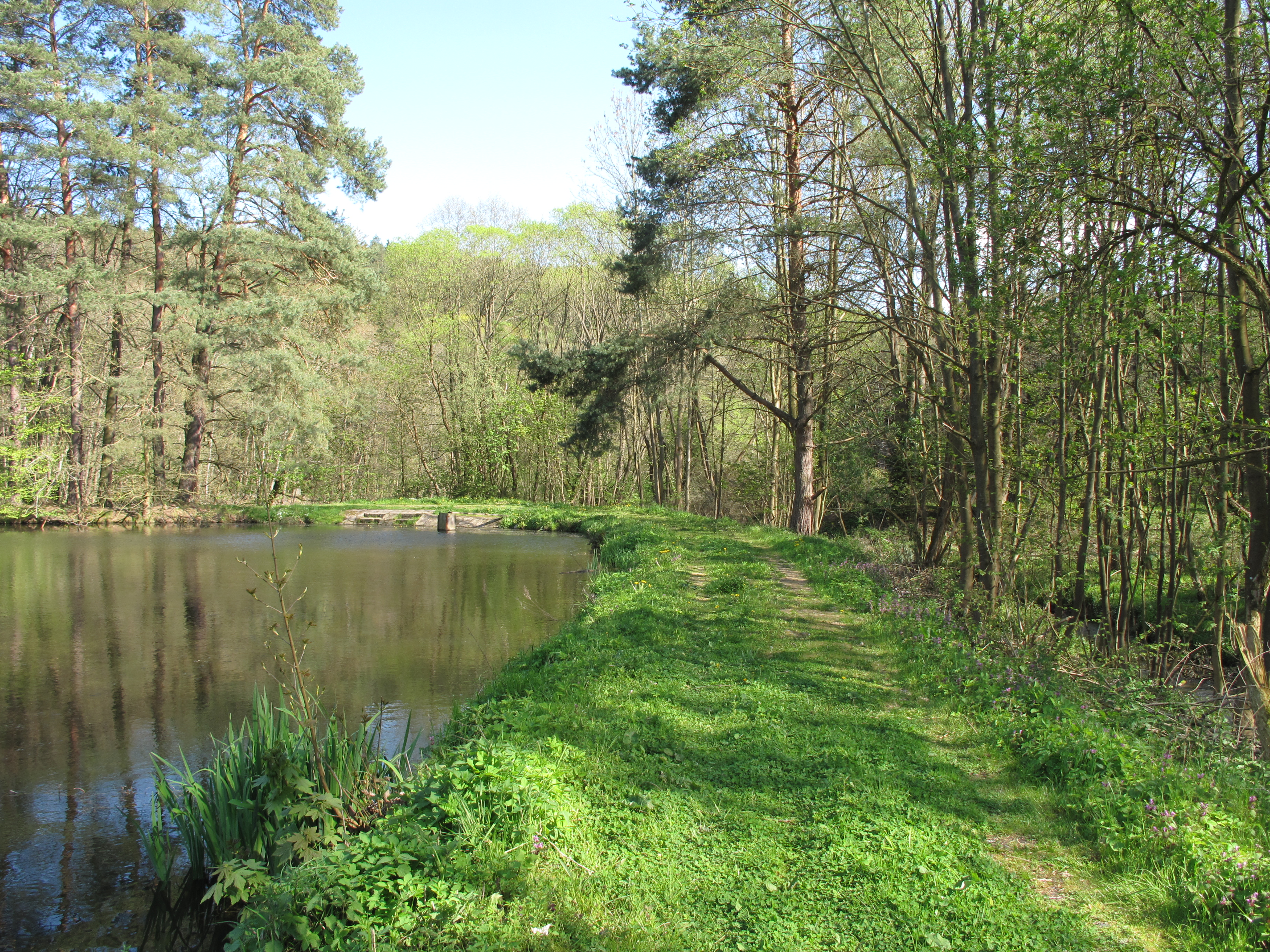
Hráz a stavidlo
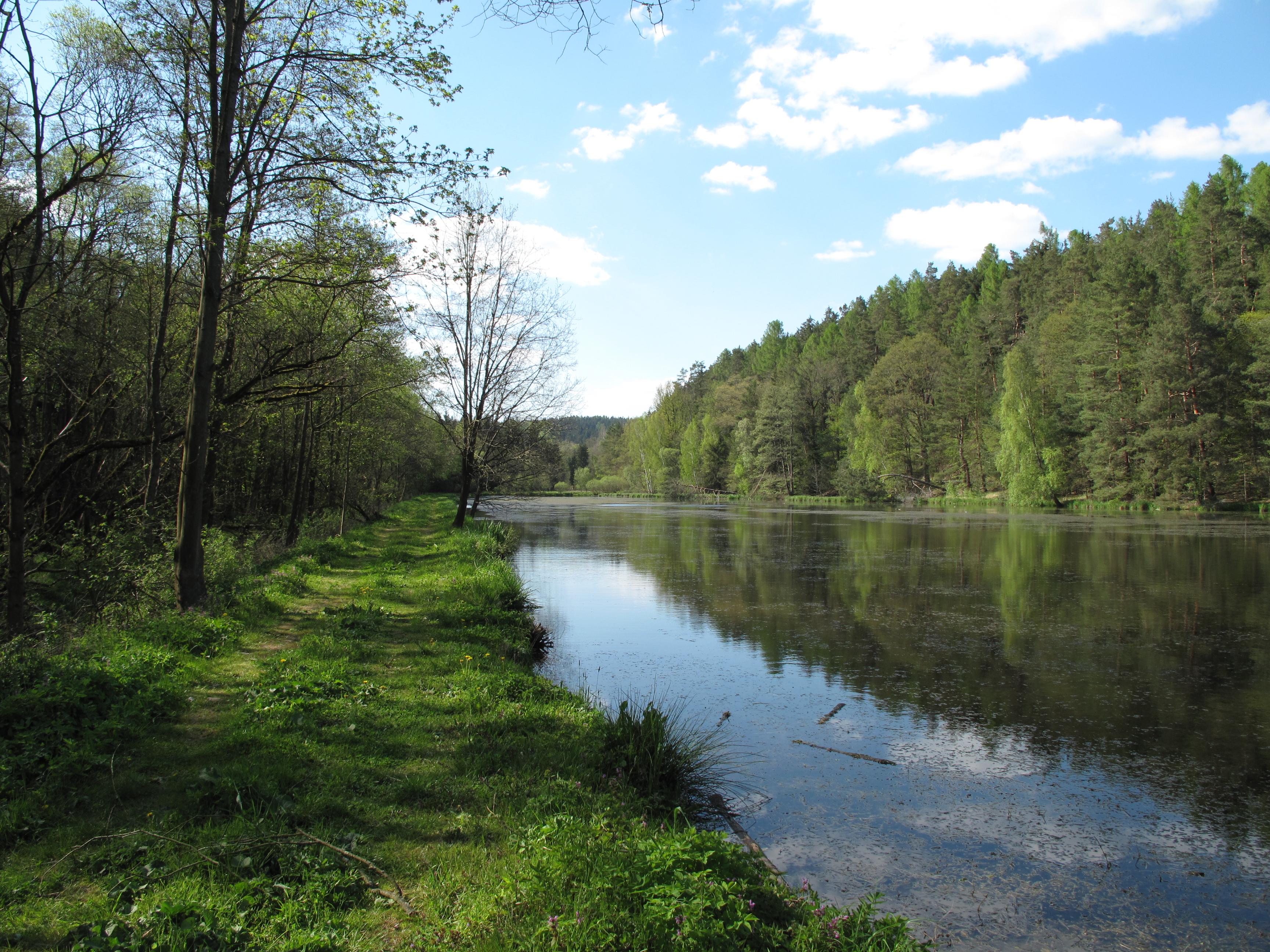
Hráz a rybník
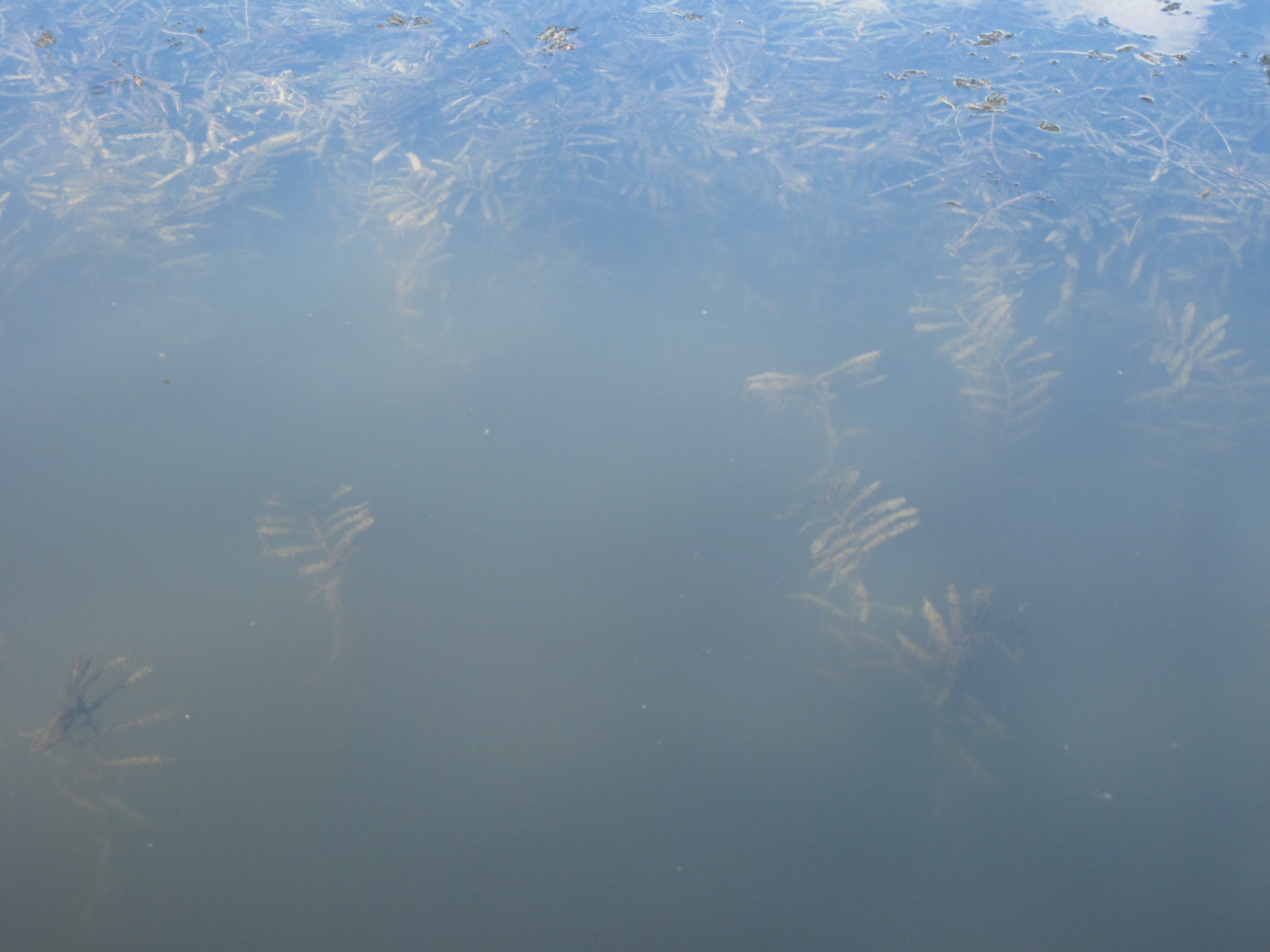
Vodní rostliny